# رجال صغار
الرجال الصغار  أو الحياة في بلومفيلد مع جوزبويز، هي رواية للأطفال بقلم الكاتبة الأمريكية لويزا ماي ألكوت (1832-1888)، وقد نُشرت لأول مرة في العام 1871 بواسطة روبرتس براذرز. يكرر الكتاب شخصيات من روايتها " نساء صغيرات" المكونة من مجلدين 1868–69، ويعمل كتكملة، أو ككتاب ثانٍ في ثلاثية غير رسمية من نساء صغيرات. تنتهي الثلاثية برواية أولاد جو عام 1886، وكيف تحولوا: تكملة للرجال الصغار. تروي قصة ألكوت حياة جو بهاير وزوجها والأطفال المختلفين في مدرسة بلومفيلد إستيت. تم اقتباس رواية ألكوت الكلاسيكية إلى فيلم عام 1934، وفيلم عام 1940، وفيلم عام 1998، ومسلسل تلفزيوني، ومسلسل تلفزيوني رسوم متحركة ياباني.

## خلفية
تروي رواية ألكوت ستة أَشهر من حياة الطلاب في بلومفيلد، وهي مدرسة يديرها الأستاذ الألماني فريدريش وزوجته السيدة جوزفين بار (née March). وتم اقتراح فكرة المدرسة لأول مرة في نهاية رواية نساء صغيرات، الجزء الثاني، عندما ورثت جو Plumfield Estate من عمتها أواخر مارس.
القصة مستوحاة في الأصل من وفاة صهر أًلكوت، والتي تم الكشف عنها في أحد الفصول الأخيرة، عندما ماتت شخصية محبوبة، جون بروك، من رواية نساء صغيرات. 
مصدر إلهام أَلكوت الأَول لجلب المثل التعليمية إِلى المنزل وتطوير نموذج يشبه المنزل في الفصل الدراسي، ينبع من والدها، أموس برونسون ألكوت، «مصلح تربوي وعالم متسامي بارز». بصفته «صاحب رؤية متسامية»، كان والدها يعتبر غير تقليدي حتى بين معاصريه الإِصلاحيين. كما قدم المنظرون التربويون مثل يوهان هاينريش بيستالوزي مصدر إِلهام لمنهجيات أَلكوت التعليمية و «شددوا على ضرورة أَن تكون المدرسة شبيهة بالمنزل قدر الإمكان».
بصفته مصلحا تربويا، كان والد أَلكوت يؤمن بالتعليم، «يجب ببساطة أن يحول عقل الطفل إِلى الداخل ليدرك هذا الألوهية». كما أن والد أَلكوت «يعتقد أن الأداء المسرحي للرموز الأخلاقية للأطفال من شأنه أَن يدربهم على ضبط النفس الذي كان أساس الانسجام المنزلي والسعادة.»
كان جاذبية برونسون أَلكوت لخيال الأطفال «جزءا من محاولة لتسخير قدرات الطفل التخيلية للسعي وراء حياة بلا عاطفة.»  يدمج أَلكوت العرِوض الدرِامية العائلية لأَطفال بلومفيلد لتعليم الأَطفال «كيفية التحكم في كل جانب من جوانب التعبير عن أنفسهم.» 
كان هنري ديفيد ثورو أَحد النماذج الرئيسية لفريدريك (في الواقع يظهر في تنكرات متعددة في جميع روايات LMA). التحق لويزِا بأَكاديمية كونكورد حيث كان هنري وشقيقه جون مدرسين. بعض العناصر في شخصية فريدريش التي تأتي من هنري في رجال صغار، تشمل فريدريش باستخدام عبارات مثل «حديقة الآلهة». أَعطى فريدريش جميع الأَطفال أَماكنهم الصغيرة في الحديقة، وهو أمر فعله هنري أيضا. بالطريقة نفسها التي ذهب بها جو وفريدريك، غالبا ما ذهب هنري ولويزا للمشي لمسافات طويلة معا. كان هنري عالما طبيعيا ويمكن رؤية اهتمامه بالعالم الطبيعي في رجال صغار عن طريق شخصية كين دان.

## ملخص
تبدأ القصة بوصول نات بليك، وهو شاب يتيم خجول موهوب في العزف على الكمان ورواية الأكاذيب. تروي نات القصة وتقدم كل شخصية تتميزِ بالعديد من مظاهر النقش لشخصيات من رواية نساء صغيرات الأصلية. هناك عشرة أَولاد يذهبون إِلى المدرسة بالفعل. ثم يأتي نات إِلى بلومفيلد، ويتبعه صديقه دان. بعد ذلك، يصل نان ويصبح رفيق ديزي، الفتاة الوحيدة. أَبناء جو، روب وتيدي، أَصغر من الآخرين. لم يتم احتساب روب، تيدي، ديزي ونان من بين التلاميذ. 
لا تعمل مدرسة بلومفيلد بالوسائل التقليدية. كل الأَطفال لديهم حدائقهم الخاصة وحيواناتهم الأَليفة الخاصة بهم ويتم تشجيعهم على تجربة إِدارة الأَعمال. يُسمح بمعركة بالوسائد في أَيام السبت، مع مراعاة حد زمني. يتم التعامل مع الأطفال كأَفراد، مع التركيز الشديد على تشكيل شخصياتهم بلطف. 
تحضر ديزي بروك، ابنة ميج، إلى بلومفيلد مع شقيقها التوأَم ديمي، لكنها معزولة إِلى حد ما مع عدم وجود فتيات أخريات في مثل سنها، حتى وصول نان. نان هي الفتاة المسترجلة العنيدة أكثر مما كانت جو في سن المراهقة، بينما تهتم ديزي بشكل أَساسي بالدمى ومطبخها الصغير. يشتمل مطبخ ديزي الصغير على فرن من الحديد الزهر بحجم الأَطفال تم شراؤه بواسطة صهر جو، العم تيدي، زوج أختها الصغرى إِيمي مارش. قرب نهاية الرواية، مات والد ديزي، جون، بهدوء ذات ليلة.
الوافد الجديد الآخر إلى مدرسة بلومفيلد، دان، تم تقديمه بواسطة نات. قرر دان في الأَصل أَن الأَولاد الآخرين هم «رفاق مولي» ويقودهم في تجارب الملاكمة، والقتال، والشرب، والتدخين، والألفاظ النابية، وألعاب الورق، مما يؤدي إِلى إِبعاده مؤقتًا من المدرسة. يعود دان في النهاية إِلى بلومفيلد بقدم مصابة ويعوض نفسه بالدفاع عن نات عندما يتهم الصبيان الآخرون نات زوراً بالسرقة. أصبح لاحقًا أمينًا لمتحف التاريخ الطبيعي بالمدرسة. 
العلاقات الشخصية هي مركزية في المدرسة، ويتم الاحتفال بالتنوع. ديزي مرتبطة بشدة بأَخيها التوأم، ونات الخجولة، والمسترجلة نان. نان وتومي قريبان أيضا وينويان الزواج عندما يكبران. دان، أصبح صديق نات بالفعل، وينجذب بشكل غير متوقع إِلى ديمي والطفل الصغير تيدي. في حين أن فرانز وإميل وديزي وجون جميعهم مرتبطون بالبايرز، إلا أنهم لا يعاملون بمحاباة ويتم تشجيعهم على التغلب على أَخطائهم تماما مثل التلاميذ الآخرين. 

## نمط
في مقدمة لويزا ماي أَلكوت: سيرة ذاتية، صرحت الكاتبة مادلين ب. ستيرن أَن «لويزا ماي أَلكوت كانت طوال حياتها مؤلفة محترفة ماهرة في الإبداع وإِعادة الإِنشاء الضمني في المراجعة.»  استعارت أَعمال أَلكوت «كمصدر حلقات مادية من حياتها، وملاحظاتها، وأسفارها، وتجاربها، وقراءتها».  يبقى إِرث أَلكوت في تصويرها للحياة وتفانيها للعائلة.  يعتبر عملها الإجمالي «ليس من الجحيم ولا الجنة، ولكن من العديد من القصص في مجموعة متنوعة من الأنواع الأدبية، بدءًا من الحكايات الخيالية إِلى الرسومات التخطيطية للحرب الواقعية، من القصص المثيرة للإِثارة إِلى الملاحم المحلية.» 

## التحليلات
تشير التعليقات إِلى أَنه «حتى النساء الصغيرات وخلفاؤهن، رجال صغار وأولاد جو، لم يكونوا في مأمن من النقاد في السعي الحثيث للعلاقات بين الجنسين، والصراعات على السلطة، والسياسة الجنسية.»  وفقًا لسيرة ستيرن، «في حالة لويزا ماي أَلكوت، فإن مثل هذه التفسيرات مغرية للغاية، لأَنها قدمت بنفسها ترسانة ذخيرة مثيرة للاهتمام». 
بصفتها إصلاحية تربوية، «ثثبت أَلكوت أنها متوافقه مع ما أَصبحت في نهاية المطاف، في القرن العشرين، حلاً لهذه العقبة: التمايز، أو فكرة أَن جميع الأَطفال لا يحتاجون إلى تعلم نفس الأشياء».  على سبيل المثال، فإن استخدام أَلكوت للأَداء والتمثيل في المنزل يخلق «تكيفًا خياليًا لمسرح الحضانة الاستعاري لوالدها، [حيث] تصبح الدراما المحلية جزءا لا ينفصم من الصراعات الأخلاقية للحياة اليومية.»  مسرحية عائلة أَلكوت «أثبتت أنها وسيلة لإِحلال السلام بينهما، حيث تعلمت لويزا استخدام المسرح العائلي لكبح مطالبها المحمومة بالحرية الشخصية وجعل نفسها متوافقة مع المثل المحلي لوالدها.»  من خلال تعديلات المسرح العائلي، تتعلم الشخصيات في رجال صغار «أن تنظر إِلى نفسها على أَنها قطع حديقة صغيرة تزرع محاصيل كبيرة من الصبر والمثابرة والمزاج الجيد.» 

## النشر
في العام 1865، في البداية شُجعت أَلكوت لتكتب كتابا للفتيات، بما في ذلك ذكريات طفولتها، وبينما كانت موظفة كمحررة في متحف ميلاد سعيد، مجلة بوسطن للأطفال، وقالت انها بدأَت الكتابة ثلاثية نساء صغيرات التي تضم نساء صغيرات، رجال صغار، أو الحياة في بلومفيلد مع أولاد جوي، وكيف تحولوا: تكملة للرجال الصغار .   تم نشر رجال صغار في الأصل من قبل Roberts Brothers في العام 1871، وتضمنت الطبعة الأولى 376 صفحة ومنذ نشرها الأصلي، تم نشر أعمال أَلكوت في العديد من التنسيقات واللغات وتكييفها للقراء الأصغر سنًا. 

## استقبال
تتمحور الرواية حول «مجموعة متنوعة وصعبة من الطلاب الأولاد الأيتام، والجيل القادم من المسيرات، والأَطفال المعوقون جسديا وعقليا، وفتاة بلا أم، وأطفال فصل التاجر - تعلق أَلكوت على إمكانيات وقيود تعليم العلوم بالنسبة إلى الجماهير.» 
في الرواية، «أَلكوت قادرة على تكريس اهتمامها لفوائد ومخاطر تعليم العلوم على أساس فردي بدلا من تخيل الطلاب بشكل تجريدي.»  تناقش رجال صغار المنطقة الرمادية في الوسط حيث يمكن للمدرس «تغطية الأَرضية الكاملة للثقافة الإِنسانية - الجسدية والفكرية والأخلاقية والروحية والعملية.» 
بعد فترة وجيزة من نشر كتاب رجال صغار، «تبنى المدافعون التربويون والإِصلاحيون على حد سواء هذه النظريات أيضا، بحجة قابليتها للتطبيق على جميع الأطفال، ولكن بشكل خاص على الفقرِاء، الذين كان يُعتقد أَنهم في أمس الحاجة إِلى التعليم الأخلاقي الذي يمكن أَن تقدمه مدرسة شبيهة بالمنزل.»  يتناول رجال صغار فكرتين تعلميتين كانتا منفصلتين سابقا، المنزل والمدرسة. 
تصبح بلومفيلد نموذجا مثاليا لمنزل ومدرسة مدمجين، حيث تنمو شخصيات أَلكوت إِلى مرحلة البلوغ، وتتأَثر نتائج تعلمهم ليس فقط بالفصل والجنس ولكن أيضا، والأَهم من ذلك، من خلال قيم الطلاب الموجودة مسبقا والميول الأخلاقية. 

## الاقتباسات

### فيلم
تم تعديل فيلم رجال صغار لأَول مرة في العام 1934 من بطولة Erin O'Brien-Moore و Ralph Morgan. وفيلم آخر تبعه في العام 1940 مع كاي فرانسيس. في عام 1998، تم إِطلاق فيلم كندي من بطولة مارييل همنغواي وكريس ساراندون.

### التلفاز
في العام 1993، تم عرض مسلسل تلفزيوني متحرِك مبني على هذه الرواية في اليابان، Little Women II: Jo's Boys، وقد دُبلج بعدة لغات مختلفة، وإن لم تكن الإنجليزية. مسلسل تلفزيوني كندي، رجال صغار، تم بثه في الفترة من 1998 إلى 1999 لمدة موسمين. تم تغيير الحبكة إِلى حد ما وتعمل على أَنها استمرار للرواية. 

## روابط خارجية
- Little Men: Life at Plumfield With Jo's Boys Chicago, New York: M. A. Donohue & Co., c1871 at A Celebration of Women Writers